# Jean-Pierre Coursodon
Jean-Pierre Coursodon, né le 23 juillet 1935 à Viroflay et mort le 31 décembre 2020,, est un critique et historien du cinéma français. Il est également traducteur d'ouvrages sur le cinéma.

## Biographie
Historien du cinéma, Jean-Pierre Coursodon est surtout connu pour sa somme sur le cinéma américain écrite en collaboration avec Bertrand Tavernier.
Il a collaboré aux revues : Cinéma (1958–1965 ; 1977–1986), Anthologie du Cinéma (1966–1969), Film Comment (1973–1975), Cinéma d'Aujourd'hui (1975–1976) et Positif (1987).

## Ouvrages
- 20 ans de cinéma américain avec Yves Boisset, Paris, C.I.B., 1961 (BNF 39779825)
- 30 ans de cinéma américain avec Bertrand Tavernier, Paris, C.I.B., 1970
- Buster Keaton, Seghers, 1973 ; nouvelle éd. revue et augmentée, Paris, Atlas / Lherminier, 1986  (ISBN 273120558X)
- (en) American Directors, McGraw-Hill Companies, 1983  (ISBN 9780070132610)
- 50 ans de cinéma américain avec Bertrand Tavernier, Paris, Nathan, 1991  (ISBN 9782092410028)
- La Warner Bros., Paris, Centre Pompidou, 1992  (ISBN 9782858506323)